# Klanac (Trnovo, république serbe de Bosnie)
Pour les articles homonymes, voir Klanac.
Klanac (en serbe cyrillique : Кланац) est un village de Bosnie-Herzégovine. Il est situé sur le territoire de la ville d'Istočno Sarajevo, dans la municipalité de Trnovo et dans la république serbe de Bosnie. Selon les premiers résultats du recensement bosnien de 2013, il compte 64 habitants.

## Géographie
Le village est situé au sud-ouest du mont Trebević et à l'est des monts Igman et Bjelašnica.

## Démographie

### Évolution historique de la population dans la localité
| 1948 | 1953 | 1961 | 1971 | 1981 | 1991 | 2013 |
| ---- | ---- | ---- | ---- | ---- | ---- | ---- |
| -    | -    | 411  | 348  | 242  | 174  | 64   |

|  |